# FasTrak
FasTrak es un sistema de recaudación electrónica del estado de California en los Estados Unidos. El sistema está diseñado para eliminar la necesidad de que los automóviles deban parar para pagar en las cabinas de peaje, disminuyendo así el tradicional tráfico asociado con las autopistas. El uso de esta tecnología para mejorar el tránsito está en línea con la iniciativa de los Sistemas de Transporte Inteligente (Intelligent Transportation Systems) del Departamento de Transporte de los Estados Unidos.
- Datos: Q806096